# 新恵県
新恵県（しんけい-けん）は満洲国熱河省に存在した県。

## 地理
新恵県は現在の内モンゴル自治区赤峰市敖漢旗新恵鎮周辺地域に位置した。

## 設置
1938年（康徳4年）3月1日、敖漢旗の新恵地区に新設される。

## 廃止
1941年（康徳7年）1月1日、敖漢旗に再び編入される。
| 前の行政区画 敖漢旗 | 内蒙古の歴史的地名 1938年 - 1941年 | 次の行政区画 敖漢旗 |